# Bodaczki
Bodaczki is een plaats in het Poolse district  Bielski (Podlachië), woiwodschap Podlachië. De plaats maakt deel uit van de gemeente Boćki en telt 150 inwoners.